# Raparna barcinonensis
Raparna barcinonensis är en fjärilsart som beskrevs av Pierre Millière 1871. Raparna barcinonensis ingår i släktet Raparna och familjen nattflyn. Inga underarter finns listade.